# Blessington
Blessington is een plaats in het Ierse graafschap Wicklow. De plaats telt 2.184 inwoners.

## Bezienswaardigheden
- Russborough House, palladiaans landhuis uit 1740
- Poulaphouca Reservoir, ontstaan door afdamming van de Liffey, geliefd bij watersportliefhebbers

## Geboren
- Ninette de Valois (1898-2001), balletdanseres en choreograaf